# شيشرون (ويسكونسن)
شيشرون (بالإنجليزية: Cicero, Wisconsin)‏ هي بلدة تقع بولاية ويسكونسن في الولايات المتحدة. تبلغ مساحتها 91.9 (كم²)، وترتفع عن سطح البحر 244 م، بلغ عدد سكانها 1092 نسمة في عام 2000 حسب إحصاء مكتب تعداد الولايات المتحدة وتصل الكثافة السكانية فيها 11.9 نسمة/كم2.

## جغرافياً
وقفا لمكتب تعداد الولايات المتحدة، مساحة المدينة هي 35.5 ميلاً مربعاً (91.9 كيلومتر مربع), منها, 35.5 ميلاً مربعاً (91.9 كيلومتر مربع) منها ارض صلبة، و 0.03% منها مياه.

## وصلات خارجية
- http://www.townofcicerowi.com/
- The US50 - Cities and Towns in Wisconsin State
- Wisconsin Cities and Towns, Facts, Map, Flag, Colleges, Government, and More